# Плешкис, Йонас
Йо́нас (Юо́зович) Плешки́с (лит. Jonas Pleškys, по американским документам Plaskus; 1935, Гилиогирис, Литва — 1993, Аламида, США) — перебежчик, литовский офицер ВМФ СССР, командир МБСС-136150 (морская баржа сухогрузная самоходная, пр. 431 ПУ).
Родился 10 марта 1935 года в литовской деревне Гилиогирис (ныне в Плунгеском районе Тельшяйского уезда). Младшая сестра — актриса Эугения Плешките.
В ночь на 7 апреля 1961 года при переходе из Клайпеды в Таллин (по другим источникам в Лиепаю) с помощью одного из членов экипажа переориентировал судовой компас и вместо порта назначения направил корабль к острову Готланд (Швеция), где обратился с просьбой о политическом убежище (сам корабль был возвращён в СССР).
Заочно приговорён в СССР к смертной казни, однако с помощью ЦРУ выехал в Гватемалу, в 1970-х годах проживал в США, где работал программистом и аналитиком в Кремниевой долине, с 1979 года — в Каракасе (Венесуэла).
Посещал независимую Литву в 1992 году. 14 апреля 1993 года умер в городе Аламида (Калифорния).